# Styrian Bears 2015
Questa voce raccoglie le informazioni riguardanti gli Styrian Bears nelle competizioni ufficiali della stagione 2015.

## AFL - Division II 2015

### Stagione regolare
| 28 marzo 2015 1ª giornata | Budapest Wolves | 30 – 14 | Styrian Bears |  |

| 11 aprile 2015 3ª giornata | Styrian Bears | 43 – 0 (14-0 16-0 10-0 3-0) | Fürstenfeld Raptors | (200 spett.) |

| 2 maggio 2015 5ª giornata | Styrian Bears | 40 – 14 (13-0 14-0 6-14 7-0) | Vienna Warlords |  |

| 10 maggio 2015 6ª giornata | Amstetten Thunder | 49 – 19 (7-7 21-0 7-6 14-6) | Styrian Bears |  |

| 24 maggio 2015 7ª giornata | Vienna Warlords | 0 – 35 (0-7 0-7 0-13 0-8) | Styrian Bears |  |

| 30 maggio 2015 8ª giornata | Styrian Bears | 17 – 35 (3-7 7-7 0-14 7-7) | Amstetten Thunder |  |

| 13 giugno 2015 9ª giornata | Styrian Bears | 21 – 26 (7-2 14-12 0-0 0-12) | Budapest Wolves |  |

| 20 giugno 2015 10ª giornata | Fürstenfeld Raptors | 0 – 44 (0-14 0-14 0-16 0-0) | Styrian Bears |  |

### Playoff
| 4 luglio 2015 Semifinale | Amstetten Thunder | 34 – 33 (0-14 7-0 7-12 20-7) | Styrian Bears | (300 spett.) |

### Statistiche di squadra
| Competizione      | %Vittorie | In casa | In casa | In casa | In casa | In casa | In casa | In trasferta | In trasferta | In trasferta | In trasferta | In trasferta | In trasferta | Totale | Totale | Totale | Totale | Totale | Totale |
| Competizione      | %Vittorie | G       | V       | N       | P       | Pf      | Ps      | G            | V            | N            | P            | Pf           | Ps           | G      | V      | N      | P      | Pf     | Ps     |
| ----------------- | --------- | ------- | ------- | ------- | ------- | ------- | ------- | ------------ | ------------ | ------------ | ------------ | ------------ | ------------ | ------ | ------ | ------ | ------ | ------ | ------ |
| Stagione regolare | .500      | 4       | 2       | 0       | 2       | 121     | 75      | 4            | 2            | 0            | 2            | 112          | 79           | 8      | 4      | 0      | 4      | 233    | 154    |
| Playoff           | .000      | 0       | 0       | 0       | 0       | 0       | 0       | 1            | 0            | 0            | 1            | 33           | 34           | 1      | 0      | 0      | 1      | 33     | 34     |
| Totale            | .444      | 4       | 2       | 0       | 2       | 121     | 75      | 5            | 2            | 0            | 3            | 145          | 113          | 9      | 4      | 0      | 5      | 266    | 188    |